# جورجي أفراموف
جورجي أفراموف (بالبلغارية: Георги Аврамов)‏ هو لاعب كرة قدم بلغاري في مركز الوسط، ولد في 5 أكتوبر 1983 في بلوفديف في بلغاريا. لعب مع سبارتاك بلوفديف ونادي بوتيف بلوفديف ونادي تشيرنو مور فارنا.

## وصلات خارجية
- جورجي أفراموف على موقع قاعدة بيانات كرة القدم.إي يو (الإنجليزية)
- جورجي أفراموف على موقع Soccerway.com (الإنجليزية)